# Replay Records
Replay Records var et dansk pladeselskab der blev grundlagt i 1981 af musikerne Henrik Bødtcher og Michael Bruun, som også var medejere af Werner Studio i København.
Selskabet havde stor succes med sine udgivelser i perioden fra 1983 til 1991, og udgav i 1986 den mest solgte single i Danmark, fodboldsangen Re-Sepp-ten, men selskabet blev ramt af krisen i musikbranchen i starten af 1990'erne, og måtte gå i betalingsstandsning. Herefter blev selskabet opkøbt af mediekoncernen Metronome Productions i 1993, og i 1998 blev Replay Records videresolgt til BMG i Danmark.
Pladeselskabet udgav kunstnere som Halberg Larsen, Nanna, Dodo & The Dodos, Elisabeth, Ray Dee Ohh, Klaus Kjellerup, Nice Little Penguins, Kaya Brüel, News og Psyched Up Janis.